# Quick Change
Quick Change (conocida en España como Con la poli en los talones y en Latinoamérica como  No tengo cambio) es una película de comedia estadounidense de 1990 dirigida por Howard Franklin y Bill Murray y protagonizada por Geena Davis, Randy Quaid, Jason Robards y el propio Bill Murray. 
Está basada en la novela homónima de Jay Cronley y también es la adaptación de la película de Hold-Up (1985) de Jean-Paul Belmondo, que también está basada en ese libro.

## Sinopsis
Grimm, vestido de payaso, roba un banco en el centro de Manhattan. Ingeniosamente establece una situación de rehenes y luego se escabulle con una enorme suma de dinero con sus cómplices, su novia Phyllis y su mejor amigo Loomis.
Sin embargo lo difícil ahora es escapar de la ciudad infernal de Nueva York con la policía en los talones para no ser atrapados y eso es mucho más difícil que robar un banco y también la razón, por la que decidieron cometer el correspondiente robo.

## Reparto
- Bill Murray es Grimm
- Geena Davis es Phyllis Potter
- Randy Quaid es Loomis
- Jason Robards es Walt Rotzinger
- Tony Shalhoub es el taxista
- Victor Argo es Mike Skelton
- Philip Bosco es el conductor de autobús
- Phil Hartman es Edison
- Jamey Sheridan es Mugger
- Stanley Tucci es Johnny
- Kurtwood Smith es Lombino
- Bob Elliott es el guardia del banco

## Estreno
En España la película no llegó a estrenarse en las salas de cine. En vez de ello se distribuyó en el mercado videográfico.

## Recepción
Aunque no fue un éxito de taquilla, la película fue bien recibida por la crítica especializada. De hecho, varios críticos han afirmado que se trata de una de las mejores interpretaciones en la carrera de Bill Murray.